# T Зайца
T Зайца (лат. T Leporis) — переменная звезда типа Миры, которая находится в созвездии Заяц на расстоянии около 500 световых лет от нас.

## Характеристики
T Зайца представляет собой красный гигант — звезду, готовящуюся сбросить внешние слои вещества, чтобы превратиться в белый карлик. Размеры T Зайца постоянно колеблются: она расширяется и сжимается с периодом 368 суток. Видимый блеск при этом колеблется с 7,3 по 14,3 звёздной величины. После каждого максимума звезда теряет массу, равную массе Земли. Спектральный анализ звезды выявил в составе её атмосферы такие элементы ка Zr, Nd и Fe. Температура поверхности звезды составляет 2800 градусов по Кельвину.
Согласно общепринятой теории звёздной эволюции, наше Солнце через 5 миллиардов лет превратится в похожий на T Зайца красный гигант и затем сбросит свои внешние слои, образовав планетарную туманность.